# Prenoxdiazin
A prenoxdiazin gyógyszerekben használt, köhögéscsillapító hatású vegyület.

## Hatása
Helyi érzéstelenítő hatású, a perifériás szenzoros (köhögési) receptorok ingerlékenységét csökkenti.
Bronchodilatator hatásán keresztül a köhögési reflex kiváltásában szerepet játszó nyújtási (feszülési) receptorokat gátolja és a légzőközpont aktivitását kis mértékben csökkenti, de légzésdepressziót nem okoz.
A légzést könnyíti és a köpet mennyiségét is befolyásolja.
Köhögéscsillapító hatása 3-4 órán át tart.

## Készítmények
- LIBEXIN TABLETTA
- RHINATHIOL TUSSO